# 100 volte Natale
100 volte Natale (Pete's Christmas) è un film tv statunitense del 2013.

## Trama
Il Natale si avvicina.
Pete é un adolescente, fratello di mezzo che deve subire le angherie degli altri due fratelli e dei genitori.
Il Natale per Pete va molto male, non riceve nessun regalo, i fratelli lo ignorano completamente, l'albero di Natale gli cade addosso, il fratello maggiore rompe per sbaglio il regalo di Kenny, il fratello più piccolo, dando la colpa a Pete, i Bronsky (la famiglia vicina) lo bullizzano, la cena di Natale salta, e come se non bastasse a far visita alla famiglia arriva il nonno creando un forte litigio in famiglia.
Quando il nonno se ne va, regala a Pete una scatolina appartenuta ai suoi antenati.
Quando la apre non trova niente, va quindi a dormire.
La mattina si sveglia e il Natale si ripete; succede così molte volte: Pete disperato cerca di annullare il sortilegio cercando di modificare le sue azioni.
Ogni giorno il Natale cambia, e Pete cerca di evitare le azioni capitate il primo Natale. Pete passa molto del suo tempo con il Nonno George, affezionandosi a lui, e con Katie, la figlia dei nuovi vicini, alla quale rivela che sta rivivendo il Natale molte volte: lei gli consiglia di godersi questo giorno, perché è un'occasione per stare vicino alla sua famiglia. 
Finalmente, dopo molto, Pete impara a godersi i momenti passati con la famiglia, scoprendo i vari problemi di essa: il padre infatti è stato licenziato, il fratello maggiore espulso dalla squadra di football, il nonno é triste per la morte della moglie e la cattiva relazione con il figlio (il padre di Pete, Ronald); il padre, Ronald, si sente invece lontano dai suoi fratelli. Pete aiuta a risolvere i vari problemi imparando ad apprezzare la sua famiglia.
Vivendo il Natale perfetto, la famiglia si é finalmente riunita.
Pete, svegliandosi la mattina seguente, scopre che è il 26 dicembre, l'incantesimo è quindi finito, il padre ha trovato un lavoro, Ronald ha imparato a relazionarsi e il nonno ha rinsaldato il legame con il figlio.

## Produzione
Il film canadese è stato prodotto da Eh-Okay Productions e da OutPost Media, e distribuito da Notorious Pictures

## Accoglienza

### Incassi
Il film uscito nel 2013 ha incassato in Italia al botteghino, considerando i box office italiani, 192 004 €.